# 兄弟 (なかにし礼の小説)
「兄弟」（きょうだい）は、なかにし礼の小説である。
実兄・正一の人生を題材にした自伝的小説となっている。

## 概要
破滅的人生を送る実兄・正一に翻弄され、苦闘を強いられた弟・禮三の愛憎と葛藤を描いている。
1997年6月号から1997年12月号までオール讀物に連載（ただし10月号は休載）され、1998年に文藝春秋に刊行された。そして第119回直木賞候補になった。文庫本では2001年に文春文庫を、2004年に新潮文庫として刊行された。

## テレビドラマ
『兄弟 〜兄さん、お願いだから死んでくれ〜』と題して、1999年3月20日にテレビ朝日の開局40周年記念スペシャルとしてドラマ化された。 

### キャスト
- ビートたけし
- 豊川悦司
- 桃井かおり
- 高島礼子
- 工藤静香
- 麻生祐未
- 余貴美子
- 馬渕晴子
- 梨本謙次郎、坂本長利、生井健夫、村田則男、磯村千花子、芦田昌太郎、田島基吉、西田聖志郎、市村直樹、北河多香子、森たまき ほか

### スタッフ
- 演出：石橋冠
- 脚本：竹山洋
- ダンス楽器指導コーディネート：小川陽子
- ファイティングコーディネート：佐々木修平
- 技術協力：NTV映像センター
- 美術協力：KHKアート
- プロデュース：大山勝美、堀川とんこう、一杉丈夫
- 制作：テレビ朝日、カズモ